# Schlosskirche (Königsberg)

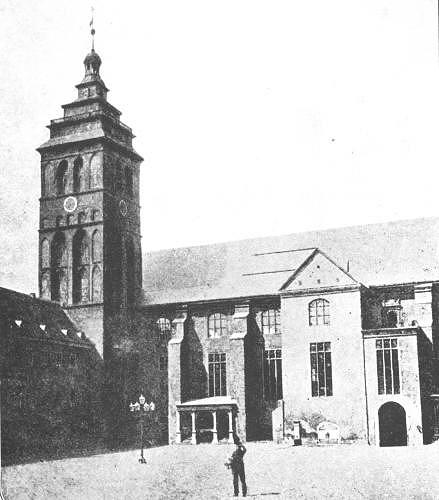
Östliche Hofseite der Schlosskirche mit altem Helm

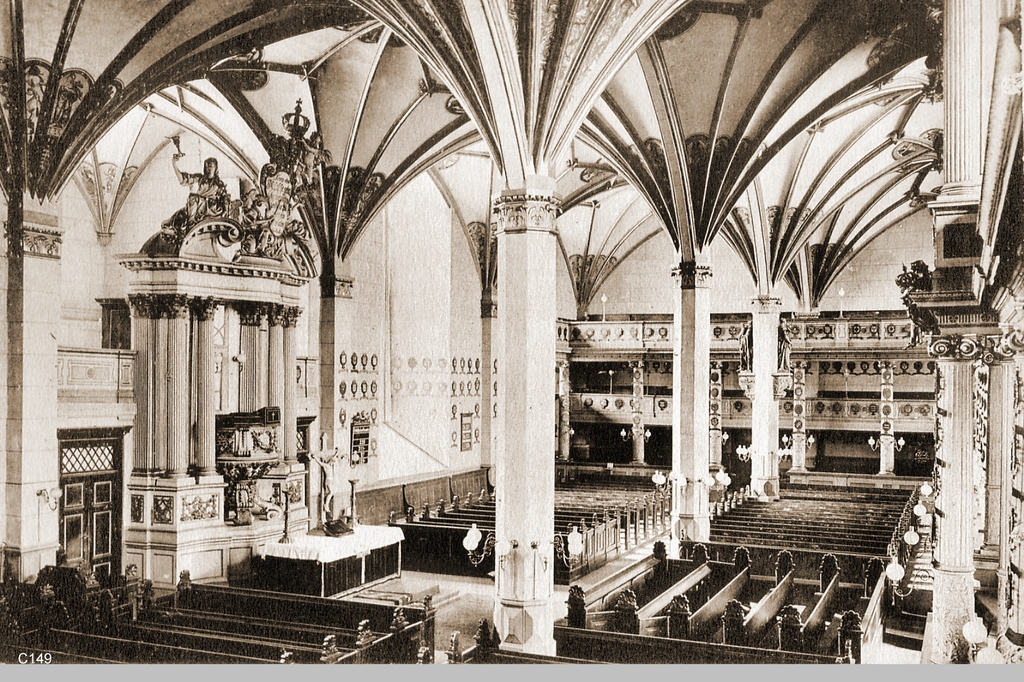
Innenraum

Die Schlosskirche von Königsberg war die in Backsteingotik gebaute Krönungskirche im Königsberger Schloss.

## Beschreibung
Die Kirche mit einer Länge von 83 Metern und einer Breite von 18 Metern nahm die gesamte Westseite des Schlosses ein. Von Außen war sie durch zwei mächtige Rundwehrtürme, (Kaiser-Wilhelm-Platz Ecke Gesekusplatz sowie Gesekusplatz Ecke Schlossstraße) gesichert. Der Kirchturm, der zugleich der Schlossturm war, stand in der Süd-West-Seite des Schlosses und hatte 1866 von Friedrich August Stüler einen neuen Helm erhalten. Seine Glocken spielten um 11 Uhr den Choral Ach bleib mit deiner Gnade und um 21 Uhr Nun ruhen alle Wälder.

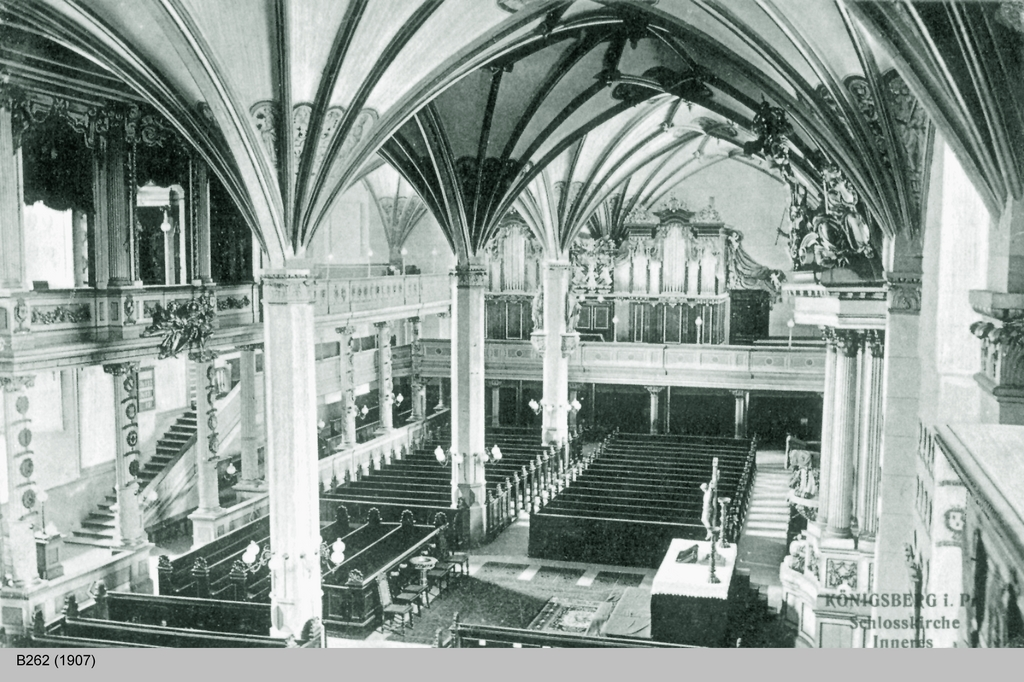
Innenraum mit Caspari-Orgel

Über der Schlosskirche lag der Moskowitersaal. Man betrat die Kirche vom Schlosshof kommend durch die östliche Langseite. Links neben dem Eingang war in einer Chorraumnische der Kanzelaltar von 1706 untergebracht. Der Altar, Kanzel, Empore und Königsloge waren im Barockstil. Der Kanzelaltar – der Dreifaltigkeit geweiht – wurde nach dem Entwurf von Eosander von Göthe 1706 oder 1710 geschaffen und zählte zu den „frühesten in Ostpreußen“. Auf dem Gebälk befanden sich zwei liegende weibliche Gestalten – links der Glaube, rechts die Hoffnung. Auf der Kartusche befand sich ein Vers aus dem Buch Jesaja (58,1 ). Ein Engel hielt darüber die preußische Königskrone.
Im Innern war die ursprünglich einschiffige Kirche nach dem Umbau 1806 mittig durch vier schlanke Säulen getragen, die den Kirchenraum zweiteilten und in ein filigranes neugotisches Kreuzrippengewölbe ausliefen. Auf der westlichen, südlichen und nördlichen Seite waren Emporen zur Erweiterung errichtet. Die Orgel – den Kostenvoranschlag vom 5. April 1730 hatte noch Johann Josua Mosengel unterzeichnet – wurde zwischen 1731 und dem Frühjahr 1734 von seinem Nachfolger Georg Sigismund Caspari (1693–1741) erbaut. Das bemerkenswerte Gehäuse war flach und erstreckte sich fast über die gesamte Breite des Kirchenraumes, es bestand quasi aus zwei identischen Gehäuesteilen, die durch ein niedriges Mittelteil mit einer Kartusche mit Musikinstrumenten miteinander verbunden waren. In das alte Gehäuse stellte Max Terletzki 1893 ein neues Orgelwerk mit zwei Manualen und 38 Registern. An den Wänden, Säulen und Galeriebrüstungen waren Gedächtnistafeln für die 1813 gefallenen Soldaten Ostpreußens und die Wappenschilde der Ritter des Schwarzen-Adler-Ordens angebracht. Da sie seit 1816 auch Garnisonskirche war, enthielten die Tafeln die Namen von Schlachten und Truppen. Sehenswert waren auch die vier Rundbilder (1. „Ankündigung der Geburt Jesu“, 2. „Geburt Jesu“, 3. „Ecce homo“ (Christus mit Dornenkrone) und 4. „Christus erscheint Magdalena als Gärtner“) von Anton Möller, 1563–1611 (berühmt als „Maler von Danzig“) über den äußeren Türen sowie über denen des großen Mittelraumes im Innern der „Königlichen Loge“.

## Geschichte

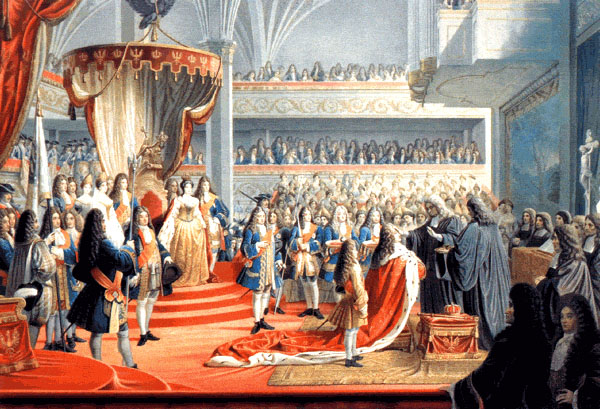
Erhebung Preußens zum Königreich – Salbung Friedrichs I. (1701)

Herzog Albrecht Friedrich von Preußen ließ das Königsberger Schloss als Residenz der von Polen abhängigen Landesherrlichkeit ausbauen. Nach dem Tod des Herzogs Albrecht entstand unter Herzog Georg Friedrich ein neuer Westflügel mit Schlosskirche, der nach seinem Baumeister Blasius Berwart benannt wurde. Die Entwürfe für die Schlosskirche (auch Berwartsbau) lieferte ebenfalls der 1578/79 aus Stuttgart nach Königsberg gekommene Berwart, der unter Aberlin Tretsch bis 1562 am Alten Schloss in Stuttgart mitgearbeitet hatte. Nach Berwarts Plänen einer Querkirche vollendeten dann der Königsberger Steinsetzmeister Michael, der Zimmermeister Hans Wißmar aus Frankfurt/Main sowie der Elbinger Stadtbaumeister Timotheus Just den Sakralbau im Jahre 1593. Ähnlich dem Stuttgarter Schloss wurden an den äußeren Ecken der Schlosskirche mächtige Rundtürme gebaut. Die Strebepfeiler an der Schlosskirche sollten nach außen zeigen, um zu betonen, dass es sich hier um einen Sakralbau handelte. Die Schlosskirche wurde nach dem Vorbild der 1585 geweihten Stettiner Schlosskirche erbaut. Die Schlosskirche erhielt Renaissancegiebel, die im Stil der durch den Niederländer Hans Vredeman de Vries in Antwerpen beeinflussten deutschen Renaissance geschaffen wurden. Es waren der Nord- und Südgiebel der Schlosskirche sowie sieben nach der Vorstadt Steindamm und drei nach dem Schlosshof zu. Baumeister Blasius Berwart verarbeitete dabei die Erfahrungen von Wilhelm Zacharias, dem Baumeister der Stettiner Kirche. Im Herbst 1586 war der Rohbau der Schlosskirche fertiggestellt. Im Innern war es ein einschiffiger, mit einer Holzdecke abgedeckter Raum mit reichen Stuckaturen und Malereien. Der Stuckateur Hans Windrauch schuf ab 1586 die Stuckdecken. Windrauch hatte zuvor auf dem 1560 erbauten Schloss Frederiksborg für den König Frederik II. von Dänemark und in Schloss Kronborg, „einem der bedeutendsten Renaissanceschlösser Nordeuropas“, gearbeitet. Holzemporen umgaben den Sakralraum und trugen die weitgespannte Holzdecke; Altar, Kanzel und Orgel wurden in einer Vertikalen übereinander an der östlichen Längswand vor dem Sakristei-Risaliten angebracht.
Es gibt zwar einige frühere  Kapellenbauten, doch waren diese nur Umbauten in bestehenden Schlössern oder kleinere Kirchenräume in neuen Schlossflügeln, wie die Dresdner Schlosskapelle und Augustusburger Schlosskirche. In „Königberg handelte es sich hingegen um einen großen Kirchenneubau, der auch nach außen deutlich als solcher erkennbar war.“ Die Königsberger Schlosskirche war ein protestantischer Kirchenneubau, der eine wichtige Rolle in der Architekturgeschichte spielte: Es war ein „großer Kirchenneubau. Vor allem aus diesem letzten Grund kann die Königsberger Schloßkirche tatsächlich – wie Grashoff behauptet – als der erste protestantische Kirchenneubau bezeichnet werden!“
1593 war die Konstruktion der Kirchendecke schadhaft. 1597 wurde die Kirche sogar wegen Einsturzgefahr geschlossen. Das Holz der Schlosskirche war nass verbaut worden und hatte zu arbeiten begonnen. Die Holzbalken, die die Stuckaturarbeiten trugen, verfaulten. Auf Vorschlag von Hans Wismar wurde die hölzerne weitgespannte Kirchendecke des Baumeisters Blasius Berwart restlos entfernt. 1600 wurden im Keller der Schlosskirche vier große achteckige Pfeiler aufgebaut. Es entstanden im Gegensatz zu der früheren einschiffigen Holzdecke nun zweischiffige Sterngewölbe. An den Kreuzpunkten der Sterngewölbe entstanden kleine Renaissanceverzierungen im Stil Cornelius Floris', deren Zwickel der Hofmaler Daniel Rose mit figürlichen, biblischen Darstellungen und anderen Ornamenten ausmalte. 1606 wurden auch vier Statuen, Allegorien auf Glaube, Hoffnung, Liebe und Gerechtigkeit des Bildhauers Alexander Krause, in der Schlosskirche aufgestellt. 1607 war der Umbau beendet.
Die Schlosskirche war die erste Landeskirche. Albrecht hatte das Land zum lutherischen Glauben konvertieren lassen und so symbolisierte diese Kirche in der herzoglichen Residenz die lutherische Idee der Einheit von Thron und Altar. Daher wurde hier auch der Leichnam des Großen Kurfürsten aufgebahrt und die Totenfeier für Königin Luise gehalten.
Friedrich I. stiftete dort am 17. Januar 1701 den Schwarzen Adlerorden. Am Folgetag ließ er sich in der Schlosskirche durch zwei Bischöfe salben und krönte er sich im Thronsaal des Schlosses zum ersten König in Preußen. Die Krönungsfeierlichkeiten verschlangen einen 2 ½ fachen Jahresetat; siehe Königskrönung Friedrichs III. Aus diesem Grunde ließen sich die sparsameren Nachfolger nur noch zur Inthronisierung huldigen. Erst als es infolge der erlassenen preußischen Konstitution von 1850 zu Streitigkeiten kam, ob die Inthronisierung nun durch Erbhuldigung oder durch die von der Verfassung vorgeschriebene Eidesleistung zu erfolgen habe, entschied sich Wilhelm I., sich wieder in Königsberg zu krönen. Im Rahmen dieser Krönungsversammlung am 18. Oktober 1861 deutete er die für ihn unerträgliche Verfassung in seinem Eid allerdings nur an: „Von Gottes Gnaden tragen Preußens Könige seit 160 Jahren die Krone. Nachdem durch zeitgemäße Einrichtung der Thron umgeben ist, besteige ich ihn als König. Aber eingedenk, dass die Krone nur von Gott kommt, habe ich durch die Krönung an geheiligter Stätte bekundet, dass ich sie in Demut aus freien Händen empfangen habe.“ Interessanterweise stellte Menzel in seinem Gemälde nicht die Krönung, sondern die Eidesleistung des neuen Königs dar. In gleicher Weise wurde der König, als Statue, auch auf dem Kaiser-Wilhelm-Platz in Königsberg dargestellt. Die eigens für die Zeremonie angefertigten Kronkarkassen sind seit 1945 verschollen.
Die Schlosskirche wurde mit dem Schloss im Zweiten Weltkrieg durch die Luftangriffe auf Königsberg und die Schlacht um Königsberg zerstört. Die  Ruine wurden 1968 unter Leonid Iljitsch Breschnew gesprengt.